# Професор та доктор наук Гвідо Терсіллі, головний лікар клініки Вілла Челесте, яка має угоду зі страховою касою
«Професор та доктор наук Гвідо Терсіллі, головний лікар клініки Вілла Челесте, яка має угоду зі страховою касою» — італійська кінокомедія 1969 року, знята режисером Лучано Сальче, з Альберто Сорді у головній ролі.

## Сюжет
Гвідо Терсільї стає головним лікарем відомої клініки. Вважаючи себе видатним медиком і адміністратором, він планує перетворити ввірену йому установу на найпрестижнішу лікарню в окрузі. Але власна жадібність і некомпетентність призводять до зворотного результату. Запрошене медичне світило професор Густаво Адзаріні своїм снобізмом і непомірними апетитами відштовхує від себе колектив лікарні, режим жорсткої економії призводить до невдоволення лікарів, збільшення розцінок — до втечі пацієнтів. У результаті в клініці залишається одна-єдина хвора, і один-єдиний лікар — сам Гвідо. Але саме в цей момент пацієнтці потрібна термінова операція, а сам професор Терсільї вміє тільки керувати…

## У ролях
- Альберто Сорді: Гвідо Терсіллі
- Іда Галлі: Анна Марія Терсіллі
- Нанда Примавера: Челесте, мати Гвідо
- Пупелла Маджо: Антонієтта Парізе
- Клаудіо Гора: професор Де Аматіс
- Алессандро Кутоло: коммендаторе Валентано
- Джованні Нуволетті: професор Густаво Аццаріні
- Маріса Фаббрі: сестра Беатріс
- Джино Лаважетто: доктор Кремона
- Джоанна Нокс: місіс Коррадіна Коломбо
- Іра фон Фюрстенберг: доктор Олів'єрі
- Франко Аббіна: доктор Містіко
- Сандро Мерлі: доктор Друфо
- Клаудія Джанотті: доктор Натолі
- Антонелла Делла Порта: міс Фабіані
- Сандро Дорі: доктор Цукконі
- Філіппо Де Гара: доктор Сандоліні
- Франка Шутто: Ерсилія Ді Дженнаро
- Патриція Де Клара: сестра Паскуаліна
- Лаура Де Марчі: спляча медсестра
- Адріано Амідей Мільяно: доктор Губерті
- Дженнаро Масіні: чоловік Ерсилії Ді Дженнаро
- Паоло Паолоні: Лампреді, представник медичного страхування
- Ліно Банфі: представник лікарських засобів
- Джессіка Дублін: жінка із зайвою вагою
- Марко Туллі: швейцар у Палаццо конгресів
- Луїджі Зербінаті: пацієнт

## Знімальна група
- Режисер: Лучано Сальче
- Сценарій: Альберто Сорді, Серджо Амідеї
- Продюсер: Уго Туччі
- Оператор: Санте Ачіллі
- Композитор: П'єро Піччоні
- Художник: Франко Боттарі
- Монтаж: Серджо Монтанарі
- Костюми: Бруна Пармезан
- Грим: П'єр Антоніо Мекаччі